# Politikethnologie
Die Politikethnologie (altgriechisch politika „die politischen Dinge“, ethnos „Volk“, und -logie) ist ein Fachgebiet der Ethnologie (Völkerkunde) und Teilgebiet der Vergleichenden Politikwissenschaft. Sie untersucht politische Verhältnisse und Einrichtungen bei Ethnien und indigenen Völkern weltweit. Sie entspricht weitgehend der angelsächsischen political anthropology und kann von der (deutschsprachigen) Politischen Anthropologie abgegrenzt werden, die in der Politikwissenschaft eher zur Politischen Theorie und Ideengeschichte als zur Vergleichenden Politikwissenschaft gehört.
Anfangs wurde in der Politikethnologie die Politik nichtstaatlicher Gesellschaften erforscht, inzwischen liegt die Aufmerksamkeit auf der politischen Organisation in anderen Kulturarealen und Kulturräumen. Aus ethnologischer Perspektive geht es um die gelebte politische Praxis (political organization), weniger um das staatliche Regelwerk (political structure).